# Falsi titoli di nobiltà
I falsi titoli di nobiltà sono titoli nobiliari senza alcuna validità legale, quasi sempre sono venduti illegalmente.

## Titoli inglesi
La vendita di titoli britannici è proibita da una legge del 1925. In internet diversi siti offrono all'acquirente la possibilità di aver scritto nei documenti di riconoscimento "lord" o "lady", ma il senso in cui è da intendersi quest'appellativo è di proprietario terriero, non di titolo nobiliare, non è aggiungibile in nessun documento e non si ha diritto al blasone. Tali truffe si basano sul fatto che nel Regno Unito è possibile cambiare nome e cognome quasi senza sostenere spese. Gli unici titoli genuini che si possono acquistare sono i titoli di lord, laird e lady scozzesi poiché acquisiscono il titolo comprando il terreno, tuttavia questi ultimi non danno diritto anche a una Paria britannica.Si specula inoltre che la maggior parte dei siti dedicati a questa pratica siano in realtà semplici fornitori di gag gift e souvenir.

## Titoli italiani
In Italia dall'entrata in vigore della Costituzione della Repubblica Italiana — e cioè dal 1º gennaio 1948 — per effetto del primo comma della XIV Disposizione transitoria e finale di essa, i titoli nobiliari sono privati di qualsiasi valore giuridico e non possono essere inseriti nei documenti di riconoscimento ma non sono vietati dalla legge che però non li tutela in sede pubblica. Tuttavia è possibile avere cognomizzati i predicati, qualora antenati nobili avessero avuto titoli riconosciuti anteriormente al 28 ottobre 1922 (il giorno della marcia su Roma): ad esempio se trisavoli avevano il titolo di principe di Collereale, nei documenti di Mario Rossi, una volta espletate le pratiche, figurerà "Mario Rossi di Collereale".
Esempi:
- Luchino Visconti di Modrone — il predicato è "di Modrone"
- Camillo Benso di Cavour — il predicato è "di Cavour"

## Titoli tedeschi
Tramite adozione è possibile, negli stati firmatari della convenzione dell'Aia, avere cognomizzati dei titoli nobiliari tedeschi, in quanto in Germania il titolo costituisce parte integrante del cognome. Naturalmente il cambiamento di cognome non implica alcuna acquisizione di titoli nobiliari anche se cognomizzati. In Germania i titoli nobiliari non sono riconosciuti come tali.